# Ворохобко, Василий Степанович
Васи́лий Степа́нович Ворохо́бко (31 мая 1947, Москва — 16 июля 2014, там же) — артист балета Большого театра, педагог и балетмейстер-постановщик. Заслуженный артист Российской Федерации (2001).

## Биография
Родился 31 мая 1947 года в Москве. Учился в Московском хореографическом училище, по окончании которого в 1966 году был принят в балетную труппу Большого театра. Не будучи классическим солистом, обладал актёрским талантом и был мастером  эпизода. Среди его партий — Санчо Панса из балета «Дон Кихот», Мим из «Икара», Шут из «Лебединого озера» в постановке Ю. Григоровича, Граф Нурин из «Гусарской баллады» и другие.
В 1980 году Василий Ворохобко закончил балетное отделение Ленинградской консерватории им. Н. А. Римского-Корсакова. Закончив сценическую карьеру в 1988 году, он перешёл на должность балетмейстера-репетитора балетной труппы Большого театра. Под его руководством готовили свои партии такие артисты театра, как Николай Цискаридзе, Павел Дмитриченко и многие другие. 
Также принимал участие в создании спектаклей в качестве постановщика. В частности, был ассистентом Юрия Григоровича при постановке «Ромео и Джульетты» и «Ивана Грозного», новой редакции балета М. Петипа «Баядерка» на сцене Большого театра (1991).

### Семья
Дочь Василия Ворохобко Дарья училась в Московской государственной академии хореографии по классу своей матери, Елены Бобровой. После выпуска в 2005 году была принята в балетную труппу Большого театра.

## Репертуар
- Русская кукла, Чёрт, «Щелкунчик» П. И. Чайковского, хореография Ю. Григоровича
- Кот в сапогах, «Спящая красавица» П. И. Чайковского, хореография М. Петипа в редакции Ю. Григоровича
- Санчо Панса, джига, «Дон Кихот» Л. Минкуса, хореография А. Горского
- Пан, «Вальпургиева ночь», дивертисмент в опере Ш. Гуно «Фауст», хореография Л. Лавровского
- Мим, «Икар» С. Слонимского, хореография В. Васильева (первая редакция)
- Шут «Лебединое озеро» П. И. Чайковского, хореография А. Горского, М. Петипа, Л. Иванова, А. Мессерера
- Шут, «Лебединое озеро» хореография А. Горского, М. Петипа, Л. Иванова в редакции Ю. Григоровича
- Звонари, скоморохи**, «Иван Грозный» на музыку С. Прокофьева, хореография Ю. Григоровича
- Борахио*, «Любовью за любовь» Т. Хренникова, хореография В. Боккадоро
- Друзья Сергея**, «Ангара» А. Эшпая, хореография Ю. Григоровича
- Сатиры**, «Икар» С. Слонимского, хореография В. Васильева (вторая редакция)
- Генерал, «Подпоручик Киже» на музыку С. Прокофьева, хореография А. Лапаури и О. Тарасовой
- Гладиатор, «Спартак» А. Хачатуряна, хореография Ю. Григоровича
- Марцелина, «Тщетная предосторожность» П. Гертеля, хореография А. Горского
- Граф Нурин, «Гусарская баллада» Т. Хренникова, хореография Д. Брянцева
- Шамраев*, «Чайка» Р. Щедрина, хореография М. Плисецкой
- Арап, «Петрушка» И. Стравинского, хореография М. Фокина
- Два подгулявших нэпмана**, «Золотой век» Д. Шостаковича, хореография Ю. Григоровича
- Принц Лимон, «Чиполлино» К. Хачатуряна, хореография Г. Майорова

(*) — первый исполнитель
(**) — участвовал в премьере балета

## Награды и премии
- 1976 — Медаль «За трудовое отличие» (25 мая 1976 года) — за заслуги в развитии советского музыкального и хореографического искусства и в связи с 200-летием Государственного академического Большого театра СССР[2].
- 2001 — Заслуженный артист Российской Федерации (7 мая 2001 года) — за заслуги в области искусства[3].